# Jeffrey Wright
Jeffrey Wright (Washington D. C., 7 de diciembre de 1965) es un actor y productor de cine y televisión estadounidense. Ganador del Globo de Oro al mejor actor de reparto - series, miniserie o telefilme y del Emmy al mejor actor de reparto - miniserie o telefilme; y candidato a un Premio Óscar y al Premio del Sindicato de Actores.
Conocido por sus intervenciones en películas como The Manchurian Candidate (2004), The Ides of March (2011), The French Dispatch (2021) o American Fiction (2023), y por su participación en las sagas cinematográficas de James Bond Casino Royale (2006), Quantum of Solace (2008) y Sin tiempo para morir (2021) como Felix Leiter y de los Los juegos del hambre como Beetee. En televisión destacan sus personajes en la miniserie Angels in America (2003) o en las series de televisión de ciencia ficción Westworld (2016-2022) y The Last of Us (2025).

## Biografía
Jeffrey Wright nació el 7 de diciembre de 1965 en Washington  D. C., capital de Estados Unidos. Su madre trabajaba como abogado de aduanas. Se graduó en la St. Albans School y fue a la Amherst College, donde recibió una licenciatura en ciencias políticas y planificó su ingreso en la Facultad de Derecho, sin embargo decidió estudiar interpretación. Recibió una beca y estudió interpretación en la Universidad de Nueva York, asistiendo durante dos meses, para después dejar el curso y trabajar como actor a tiempo completo.

## Carrera
Jeffrey Wright debutó en el cine con el thriller Presumed Innocent (1990) protagonizado por Harrison Ford donde tenía un papel muy breve. Poco después participó en la serie de televisión The Young Indiana Jones Chronicles (1992) y en varios episodios de New York Undercover (1994). En 1996 protagoniza Basquiat, el primer largometraje de Julian Schnabel, con gran éxito de crítica. Posteriormente obtendría papeles de relevancia en cintas como Shaft (2000) con Samuel L. Jackson, Ali (2001) con Will Smith o D-Tox (2002) junto a Sylvester Stallone. En 2003 ganó el Globo de Oro al mejor actor de reparto - series, miniserie o telefilme y el Emmy al mejor actor de reparto - miniserie o telefilme y fue candidato al Premio del Sindicato de Actores por la miniserie Angels in America (2003), en ella formó parte de un reparto que incluía nombres como el de Meryl Streep, Al Pacino y Emma Thompson.
Después intervino en The Manchurian Candidate (2004) al lado de Denzel Washington. El año posterior apareció en el drama Flores rotas (2005) y en Syriana cuyo reparto estaba encabezado por George Clooney. Más tarde llegarían Lady in the Water (2006) de M. Night Shyamalan y en el remake de Invasión (2007). Trabajó en las dos películas de James Bond interpretadas por Daniel Craig, Casino Royale (2006) y Quantum of Solace (2008), siendo la primera el film más exitoso de su filmografía, con 594 millones de dólares.
En 2008 también trabajó en la película de Oliver Stone W y en el musical Cadillac Records. En 2011 estrenó tres producciones, el thriller de ciencia ficción Source Code y el thriller dirigido por George Clooney The Ides of March. El 25 de diciembre se estrenó en Estados Unidos el drama Extremely Loud and Incredibly Close, dirigida por Stephen Daldry y dónde formó parte de un reparto encabezado por Sandra Bullock y Tom Hanks.

## Vida personal
Contrajo matrimonio con la actriz Carmen Ejogo en agosto de 2000, y tienen un hijo en común llamado Elijah y una hija llamada Juno. En 2014, se divorciaron. Wright fue detenido, junto con otros miembros del reparto de W. como Josh Brolin,  por alteración del orden público en Shreveport, Louisiana.

## Filmografía

### Cine
| Año                | Título                                   | Rol                            | Notas             |
| ------------------ | ---------------------------------------- | ------------------------------ | ----------------- |
| 1990               | Presumed Innocent                        | Prosecuting Attorney           |                   |
| 1992               | Jumpin' at the Boneyard                  | Derek                          |                   |
| 1996               | Faithful                                 | Hombre                         |                   |
| 1996               | Basquiat                                 | Jean-Michel Basquiat           |                   |
| 1997               | Critical Care                            | Bed Two                        |                   |
| 1998               | Too Tired to Die                         | Balzac Man                     |                   |
| 1998               | Celebrity                                | Greg                           |                   |
| 1998               | Meschugge                                | Win                            |                   |
| 1998               | Blossoms and Veils                       | Ben                            |                   |
| 1999               | Cement                                   | Ninny                          |                   |
| 1999               | Ride with the Devil                      | Daniel Holt                    |                   |
| 2000               | Hamlet                                   | Gravedigger                    |                   |
| 2000               | Crime and Punishment in Suburbia         | Chris                          |                   |
| 2000               | Shaft                                    | Peoples Hernandez              |                   |
| 2001               | Ali                                      | Howard Bingham                 |                   |
| 2002               | D-Tox                                    | Jaworski                       |                   |
| 2004               | Sin's Kitchen                            | Rex                            |                   |
| 2004               | The Manchurian Candidate                 | Al Melvin                      |                   |
| 2005               | Broken Flowers                           | Winston                        |                   |
| 2005               | Syriana                                  | Bennett Holiday                |                   |
| 2006               | Lady in the Water                        | Mr. Dury                       |                   |
| 2006               | Casino Royale                            | Felix Leiter                   |                   |
| 2007               | The Invasion                             | Dr. Stephen Galeano            |                   |
| 2007               | Blackout                                 | Nelson                         | También productor |
| 2008               | W.                                       | Colin Powell                   |                   |
| 2008               | Quantum of Solace                        | Felix Leiter                   |                   |
| 2008               | Cadillac Records                         | Muddy Waters                   |                   |
| 2009               | One Blood                                | Dan Clark                      | También productor |
| 2011               | Source Code                              | Dr. Rutledge                   |                   |
| 2011               | The Ides of March                        | Senator Thompson               |                   |
| 2011               | Extremely Loud and Incredibly Close      | William Black                  |                   |
| 2013               | Broken City                              | Carl Fairbanks                 |                   |
| 2013               | A Single Shot                            | Simon                          |                   |
| 2013               | Los juegos del hambre: en llamas         | Beetee                         |                   |
| 2013               | The Inevitable Defeat of Mister & Pete   | Henry                          |                   |
| 2014               | Ernest & Celestine                       | Grizzly Judge                  | Papel de voz      |
| 2014               | Only Lovers Left Alive                   | Dr. Watson                     |                   |
| 2014               | Los juegos del hambre: Sinsajo - Parte 1 | Beetee                         |                   |
| 2015               | Los juegos del hambre: sinsajo - Parte 2 | Beetee                         |                   |
| 2015               | The Good Dinosaur                        | Poppa Henry                    | Papel de voz      |
| 2018               | Monster                                  | Mr. Harmon                     |                   |
| 2018               | The Public                               | Mr. Anderson                   |                   |
| 2018               | Game Night                               | Ron Henderson (Agente del FBI) | Sin acreditar     |
| 2018               | Age Out                                  | Detective Portnoy              |                   |
| 2018               | O.G.                                     | Louis                          |                   |
| 2018               | Hold the Dark                            | Russell Core                   |                   |
| 2019               | The Goldfinch                            | James "Hobie" Hobart           | [ 9 ]             |
| 2019               | Rigged: The Voter Suppression Playbook   | Narrador                       |                   |
| 2020               | All Day and a Night                      | J.D.                           |                   |
| 2021               | The French Dispatch                      | Roebuck Wright                 |                   |
| 2021               | No Time to Die                           | Felix Leiter                   |                   |
| 2022               | The Batman                               | James Gordon                   |                   |
| 2023               | Asteroid City                            | General Gibson                 | [ 10 ]            |
| 2023               | Atrabilious                              | Vincent Daugherty              |                   |
| 2023               | Rustin                                   | Adam Clayton Powell Jr.        |                   |
| 2023               | American Fiction                         | Thelonious "Monk" Ellison      |                   |
| 2025               | The Phoenician Scheme                    | Marty                          |                   |
| (Fuente: IMDb.com) |                                          |                                |                   |

### Teatro
| Año  | Título                                   | Rol                                           | Autor            | Notas                             |
| ---- | ---------------------------------------- | --------------------------------------------- | ---------------- | --------------------------------- |
| 1993 | Angels in America: Millennium Approaches | Belize / Mr. Lies                             | Tony Kushner     | Walter Kerr Theatre, Broadway     |
| 1993 | Angels in America: Perestroika           | Belize / Mr. Lies / Council of Principalities | Tony Kushner     | Walter Kerr Theatre, Broadway     |
| 1996 | Bring in 'da Noise, Bring in 'da Funk    | Da Voice                                      | Reg E. Gaines    | Ambassador Theatre, Broadway      |
| 2002 | Topdog/Underdog                          | Lincoln                                       | Suzan-Lori Parks | Ambassador Theatre, Broadway      |
| 2010 | A Free Man of Color                      | Jacques Cornet                                | John Guare       | Vivian Beaumont Theatre, Broadway |

### Televisión
| Año                | Título                             | Rol                                                                  | Notas                                    |
| ------------------ | ---------------------------------- | -------------------------------------------------------------------- | ---------------------------------------- |
| 1991               | Separate but Equal                 | William Coleman                                                      | Telefilme                                |
| 1993               | The Young Indiana Jones Chronicles | Sidney Bechet                                                        | 2 episodios                              |
| 1994               | New York Undercover                | Andre Foreman                                                        | Episodio: "Garbage"                      |
| 1997               | Homicide: Life on the Street       | Hal Wilson                                                           | 3 episodes                               |
| 2001               | Boycott                            | Dr. Martin Luther King Jr.                                           | Telefilme                                |
| 2003               | Angels in America                  | Norman "Belize" Arriaga / Mr. Lies / Homeless Man / The Angel Europa | 6 episodios                              |
| 2005               | Lackawanna Blues                   | Mr. Paul                                                             | Telefilme                                |
| 2012               | House                              | Dr. Walter Cofield                                                   | Episodio: "Nobody's Fault"               |
| 2013–2014          | Boardwalk Empire                   | Valentin Narcisse                                                    | 11 episodios                             |
| 2016               | The Venture Brothers               | Think Tank (voz)                                                     | Episodio: "Tanks for Nuthin"             |
| 2016               | Confirmation                       | Charles Ogletree                                                     | Telefilme                                |
| 2016               | BoJack Horseman                    | Cuddlywhiskers / Padre (voz)                                         | 3 episodes                               |
| 2016–2022          | Westworld                          | Bernard Lowe / Arnold Weber                                          | Papel principal                          |
| 2017               | She's Gotta Have It                | Purple "ITIS" Voice (voz)                                            | Episodio: "#NolasChoice (3 DA HARD WAY)" |
| 2019               | Sesame Street                      | Bernard Lowe                                                         | 1 episodio                               |
| 2019               | Green Eggs and Ham                 | McWinkle (voz)                                                       | 13 episodios                             |
| 2019               | Rick and Morty                     | Tony (voz)                                                           | Episodio: "The Old Man and the Seat"     |
| 2020               | Finding Your Roots                 | Él mismo                                                             | Episodio: "This Land is My Land"         |
| 2021–2024          | ¿Qué pasaría si...?                | The Watcher (voz)                                                    | Protagonista                             |
| 2023               | I Am Groot                         | The Watcher (voz)                                                    | Episodio: "Groot and the Great Prophecy" |
| 2024               | Ark: The Animated Series           | Henry Townsend (voz)                                                 | 7 episodios                              |
| 2025               | The Last of Us                     | Isaac Dixon                                                          | Elenco invitado (segunda temporada)      |
| (Fuente: IMDb.com) |                                    |                                                                      |                                          |

### Videojuegos
| Año  | Título                 | Rol         | Notas                       |
| ---- | ---------------------- | ----------- | --------------------------- |
| 2020 | The Last of Us Part II | Isaac Dixon | Voz y captura de movimiento |

## Premios y nominaciones
Premios Óscar
| Año  | Categoría   | Película         | Resultado |
| ---- | ----------- | ---------------- | --------- |
| 2023 | Mejor actor | American Fiction | Nominado  |

Premios Globos de Oro
| Año  | Categoría                                              | Película          | Resultado |
| ---- | ------------------------------------------------------ | ----------------- | --------- |
| 2004 | Mejor actor de reparto - series, miniserie o telefilme | Angels in America | Ganador   |
| 2023 | Mejor actor - Comedia o musical                        | American Fiction  | Nominado  |

Premios Primetime Emmy
| Año  | Categoría                                      | Película          | Resultado |
| ---- | ---------------------------------------------- | ----------------- | --------- |
| 2004 | Mejor actor de reparto - Miniserie o telefilme | Angels in America | Ganador   |
| 2017 | Mejor actor de serie - Drama                   | Westworld         | Nominado  |
| 2018 | Mejor actor de serie - Drama                   | Westworld         | Nominado  |
| 2020 | Mejor actor de serie - Drama                   | Westworld         | Nominado  |

Premios del Sindicato de Actores
| Año  | Categoría                                       | Película          | Resultado |
| ---- | ----------------------------------------------- | ----------------- | --------- |
| 2004 | Mejor actor de reparto de miniserie o telefilme | Angels in America | Nominado  |
| 2016 | Mejor reparto de televisión - Drama             | Westworld         | Nominado  |
| 2023 | Mejor reparto                                   | American Fiction  | Nominado  |
| 2023 | Mejor actor                                     | American Fiction  | Nominado  |

Premios Tony
| Año  | Categoría              | Película                       | Resultado |
| ---- | ---------------------- | ------------------------------ | --------- |
| 1994 | Mejor actor de reparto | Angels in America: Perestroika | Ganador   |
| 2002 | Mejor actor principal  | Topdog/Underdog                | Nominado  |

Premios Independent Spirit
| Año  | Categoría                         | Película         | Resultado |
| ---- | --------------------------------- | ---------------- | --------- |
| 2023 | Mejor interpretación protagonista | American Fiction | Ganador   |